# Russell Brand
Russell Edward Brand (Grays, 4. lipnja 1975.), engleski komičar i glumac, politički aktivist
Rođen je u Graysu u Engleskoj kao jedino dijete Barbare Elizabeth i fotografa Ronalda Henryja Branda. Brandovi roditelji rastali su se kada je imao šest mjeseci, a odgajala ga je majka.
Postao je poznat u Ujedinjenom Kraljevstvu, vodeći televizijsku emisiju „Big Brother's Big Mouth”. Vodio je također radijski program „Russell Brand Show” i pojavljivao se u televizijskim serijama i na dodjelama nagrada. Glumio u filmovima, kao što su: „Preboljeti Sarah Marshall”, „Djevojke iz St. Triniana”, "Rock zauvijek", „To je rock'n'roll!” i „Arthur”. Bio je voditelj dodjele MTV-ijevih glazbenih nagrada 2009. i 2012.
Poznat je po svom ekstravagantnom stilu koji, prema njegovim riječima, podsjeća na lik Willyja Wonke iz knjige „Charlie i tvornica čokolade”. Pozornost je privukao i raznim kontroverzama koje su ga okruživale u britanskim medijima, poput one koja se dogodila 2008. kada je ostavljao nepristojne poruke na telefonskoj sekretarici glumca Andrewa Sachsa, zbog čega je dao ostavku na kanalu BBC.[nedostaje izvor]
Iznenada se pojavio na svečanosti zatvaranja Olimpijskih igara u Londonu 2012. gdje je izveo playback „I Am the Walrus” Beatlesa uz set koji je jako podsjećao na „Yellow Submarine”, također Beatlesa.
Tijekom svoje karijere, Brand je bio predmet čestih medijskih izvještavanja i kontroverzi zbog pitanja kao što su: njegov promiskuitet, korištenje droga, politički stavovi, provokativno ponašanje na raznim dodjelama nagrada, njegovo otpuštanje s MTV-a i njegova ostavka na BBC-ju. Mnoge svoje kontroverzne javne nastupe uklopio je u svoj komični materijal na stand-up nastupima i na internetu. U ožujku 2015. objavljen je biografski dokumentarac pod nazivom „Brand: A Second Coming”. 
Od gostujućeg uređivanja izdanja britanskog političkog tjednika New Statesman 2013., postao je poznat kao javni i politički aktivist, te je govorio o širokom spektru političkih i kulturnih pitanja. 2014. na YouTubeu je pokrenuo svoju političko-komičnu mrežnu seriju „The Trews”, objavio knjigu Revolution te glumio u dokumentarcu „Carevo novo ruho” (eng. „The Emperor's New Clothes”). U 2020. otvorio je YouTube kanal koji je dosegao 5,6 milijuna pretplatnika. U rujnu 2022. premjestio ga je na Rumble.
Bio je u romantičnoj vezi s glumicom Kristen Bell i u braku s američkom pop pjevačicom Katy Perry. Dana, 30. prosinca 2011., nakon četrnaest mjeseci braka, Brand je podnio zahtjev za razvod u Los Angelesu, navodeći nepomirljive razlike, a potom je tu vijest rekao Perry putem tekstovne poruke nekoliko minuta prije njezina koncerta. Kasnije se doznalo da je glumac želio zasnovati obitelj i imati djecu, no pjevačica je rekla da nije spremna.[nedostaje izvor]
Od 2015. hodao je sa škotskom blogericom Laurom Gallacher, s kojom je prethodno bio u kratkoj vezi 2007. Russell Brand je u srpnju 2016. javno obznanio da on i Gallacher očekuju svoje prvo dijete. Njihova kći Mabel Brand rođena je u studenome 2016. Par se vjenčao u Henley-on-Thamesu 26. kolovoza 2017. U srpnju 2018. ponovno je postao roditelj kćeri. U lipnju 2023. doznalo se da čekaju treće dijete.

## Galerija
- Russell Brand 2008.
- Russell Brand 2011.
- Russell Brand  na prosvjedu 2014.
- Russell Brand 2020.